# Ranunculus acraeus
Ranunculus acraeus es una planta de la familia de las ranunculáceas. Es originaria de Nueva Zelanda. Es una especie rara que crece estrictamente en un hábitat alpino por lo que toma su nombre de Ranunculus acraeus. La planta crece alrededor de medio metro de ancho y está cubierta de hermosas flores, de color amarillo brillante.

## Descubrimiento
Ranunculus acraeus fue descubierta en 1940 pero que fue confundida con una subespecie de la Ranunculus haastii. En 1998, un jardinero vio la planta durante una caminata en Mount St. Mary en North Otago y lo llevó a un botánico. El botánico validó que era una nueva especie.

## Distribución
R. acraeus es endémica de Nueva Zelanda. Se encuentra en South Island, North Otago.

## Hábitat y Ecología
R. acraeus es específica de ambientes altos alpinos. Crece en campos estables y en rocas que se han fracturado en rocas gruesas y angulares de diferentes tamaños y formas. Las rocas son unos 10-30 cm de diámetro. Se encuentran en los campos de canto rodado de montañas con una altura de 1500 metros hacia arriba. Estos botones de oro no crecen bien en altitudes más bajas y morirá.

## Morfología
R. acraeus ha sido confundido con Ranunculus piliferus por pequeñas diferencias morfológicas para distinguir cada planta. R. acraeus tiene hojas crenadas finamente y los márgenes de las brácteas. La planta también tiene un pedúnculo glabro y 6 a 7 sépalos que son glabros en la superficie adaxial y peludos en la superficie abaxial.
Es un sistema robusto. La planta cuenta con numerosos rizomas ramificados. Los rizomas son carnosos, grueso, y 10-12 mm de diámetro. También están regularmente ramificado con numerosas raíces largas y carnosas que son 2-5 mm de diámetro. La planta forma agrupaciones densas y grandes que son de hasta 1 metro de diámetro. A veces puede ser mayor que 1 metro. Los brotes pueden elevarse hasta 40 cm. Los pelos de la R. acraeus son débiles, suaves, delgados, y se separados.
Los pecíolos son de 5-25 cm de longitud y 5-9 mm de diámetro. La inflorescencia es de 8-40 cm de largo y 5-14 mm de diámetro. Son de color verde o amarillo-verde y de rojo hacia la base.

## Flores y frutos
R. acraeus cuenta con espectaculares flores amarillas que miden 4-5 cm de diámetro. Algunas flores también pueden ser de color verde. Las flores están sostenidas por una bráctea frondosa. Tiene 6 a 7 sépalos de color amarillo-verde a verde claro. La planta florece entre noviembre y enero y fructifica entre diciembre y enero.

## Usos
No hay usos conocidos de la planta. No sobreviviría si estuvieran fuera de su medio ambiente a gran altitud alpina. Harían una gran planta ornamental si fueran capaces de sobrevivir en otros lugares.

## Taxonomía
Ranunculus acraeus fue descrita por Heenan & P.J.Lockh. y publicado en New Zealand J. Bot. 44: 438 2006.
Etimología
Ver: Ranunculus
acraeus: epíteto latino que significa "en las alturas".